# Pietro Mezzaroma
Pietro Mezzaroma (Roma, 25 gennaio 1935) è un imprenditore ed un ex dirigente sportivo italiano.

## Biografia
Fondatore di Mezzaroma costruzioni, fa parte di un'importante famiglia di imprenditori edili romani, così come il fratello Gianni (che lavora in proprio insieme ai figli Marco e Cristina Mezzaroma, moglie di Claudio Lotito), e ai propri figli (tra cui l'ex presidente del Siena Massimo Mezzaroma).
Figlio di un falegname, Amerigo, lavora insieme ai fratelli con il padre nella falegnameria di famiglia. Alla fine degli anni cinquanta, a seguito del "boom edilizio", si ampliarono costruendo le prime case in zona Statuario, sulla via Appia Nuova. In trent'anni i Mezzaroma hanno comprato e venduto terreni in molte parti della città e costruito interi quartieri: Cinecittà, Tor Bella Monaca, San Basilio, Torrino, Dragoncello e la parte nuova di Talenti e dell'Eur.
È stato, insieme ai fratelli Gianni e Roberto Mezzaroma, a capo della Impreme, che nel 1996 fallì, creando uno "strappo" insanabile tra lui e il fratello Gianni (il quale uscì dall'azienda per poi mettersi in proprio, creando il Gruppo Mezzaroma Costruzioni). In precedenza, Pietro Mezzaroma, nel maggio del 1993, rilevò la Roma con Franco Sensi da Giuseppe Ciarrapico. Rimasero in regime di comproprietà per sei mesi, per poi a novembre cedere le proprie quote a Franco Sensi.
Nel 2022 la figlia Barbara ha subito un tentativo di estorsione da membri della criminalità organizzata di Ostia e per tale evento li ha denunciati , due persone  sono state arrestate e in seguito  condannate . Dal 2015 è subentrata al padre Pietro, nella gestione delle imprese di famiglia, nel 2017 ha gestito con le banche la crisi del gruppo , nel 2018 ha fondato con le sorelle una nuova accomandita  mentre nel 2020 è condannata a un anno di reclusione per abusi edilizi